# Guy Barnea
Guy Barnea (en hébreu : גיא ברנע), né le 9 septembre 1987 à Beer-Sheva en Israël, est un nageur israélien, pratiquant la discipline du dos.
Il réside à Omer dans le Sud d'Israël et suit un cursus de gestion des entreprises à l'Université de Californie à Berkeley.
Il remporte la médaille de bronze du 50 m dos aux Championnats d'Europe de natation de 2010 à Budapest dans le temps de 25 s 04.

## Palmarès

### Jeux olympiques d'été
- Jeux olympiques d'été de 2008 à Pékin (Chine) :
  - 16e du 100 mètres dos

### Championnats d'Europe de natation
- Championnats d'Europe de 2010 à Budapest (Hongrie) :
  -  Médaille de bronze du 50 mètres dos

- Championnats d'Europe de 2012 à Debrecen (Hongrie) :
  -  Médaille de bronze du 50 mètres dos

### Universiade d'été
- Universiade d'été de 2009 à Belgrade (Serbie) :
  -  Médaille de bronze du 50 mètres dos

### Maccabiades
- Maccabiades de 2009 à Ramat Gan (Israël) :
  -  Médaille d'or du 100 mètres dos